# Ingelstad (Växjö)
Ingelstad is een plaats in de gemeente Växjö in het landschap Småland en de provincie Kronobergs län in Zweden. De plaats heeft 1655 inwoners (2005) en een oppervlakte van 198 hectare.

## Verkeer en vervoer
Bij de plaats lopen de Riksväg 27, Riksväg 29 en Länsväg 122.